# Olympische Winterspiele 2022/Teilnehmer (Neuseeland)
| Gelbes Symbol für Goldmedaillen mit stilisierten Olympischen Ringen | Graues Symbol für Silbermedaillen mit stilisierten Olympischen Ringen | Braundes Symbol für Bronzemedaillen mit stilisierten Olympischen Ringen |
| ------------------------------------------------------------------- | --------------------------------------------------------------------- | ----------------------------------------------------------------------- |
| 2                                                                   | 1                                                                     | —                                                                       |

Neuseeland nahm an den Olympischen Winterspielen 2022 in Peking zum 17. Mal in seiner Geschichte an Olympischen Winterspielen teil. Für die Spiele in Peking wurden 15 Sportler, darunter neun Männer und sechs Frauen, nominiert.

## Medaillen

### Medaillenspiegel
| Rang   | Sportart         | Gold | Silber | Bronze | Gesamt |
| ------ | ---------------- | ---- | ------ | ------ | ------ |
| 1      | Snowboard        | 1    | 1      | —      | 2      |
| 2      | Freestyle-Skiing | 1    | —      | —      | 1      |
| Gesamt | Gesamt           | 2    | 1      | 0      | 3      |

### Medaillengewinner
| Name/n               | Sportart         | Wettkampf  |
| -------------------- | ---------------- | ---------- |
| Gold                 |                  |            |
| Zoi Sadowski-Synnott | Snowboard        | Slopestyle |
| Nico Porteous        | Freestyle-Skiing | Halfpipe   |
| Silber               |                  |            |
| Zoi Sadowski-Synnott | Snowboard        | Big Air    |

## Teilnehmer nach Sportarten

### Biathlon
| Athleten        | Wettbewerbe  | Zeit        | Fehler      | Rang |
| --------------- | ------------ | ----------- | ----------- | ---- |
| Männer          |              |             |             |      |
| Campbell Wright | 10 km Sprint | 27:14,1 min | 2 (1+1)     | 75   |
| Campbell Wright | 20 km Einzel | 52:59,8 min | 2 (0+1+1+0) | 32   |

### Eisschnelllauf
| Athleten      | Wettbewerbe | Zeit         | Rang |
| ------------- | ----------- | ------------ | ---- |
| Männer        |             |              |      |
| Peter Michael | 1500 m      | 1:48,68 min  | 26   |
| Peter Michael | 10.000 m    | 13:33,53 min | 12   |

| Athleten      | Wettbewerbe | Halbfinale | Halbfinale | Finale        | Finale        | Rang |
| Athleten      | Wettbewerbe | Punkte     | Rang       | Punkte        | Rang          | Rang |
| ------------- | ----------- | ---------- | ---------- | ------------- | ------------- | ---- |
| Männer        |             |            |            |               |               |      |
| Peter Michael | Massenstart | 2          | 9          | ausgeschieden | ausgeschieden | 18   |

### Freestyle-Skiing
| Athleten         | Wettbewerbe | Qualifikation | Qualifikation | Finale        | Finale        | Rang |
| Athleten         | Wettbewerbe | Punkte        | Rang          | Punkte        | Rang          | Rang |
| ---------------- | ----------- | ------------- | ------------- | ------------- | ------------- | ---- |
| Frauen           |             |               |               |               |               |      |
| Anja Barugh      | Halfpipe    | 38,50         | 19            | ausgeschieden | ausgeschieden | 19   |
| Margaux Hackett  | Slopestyle  | 54,93         | 16            | ausgeschieden | ausgeschieden | 16   |
| Margaux Hackett  | Big Air     | 74,75         | 22            | ausgeschieden | ausgeschieden | 22   |
| Chloe McMillan   | Halfpipe    | 43,50         | 18            | ausgeschieden | ausgeschieden | 18   |
| Männer           |             |               |               |               |               |      |
| Ben Barclay      | Slopestyle  | 77,71         | 7             | 67,40         | 10            | 10   |
| Ben Barclay      | Big Air     | 162,75        | 16            | ausgeschieden | ausgeschieden | 16   |
| Finn Bilous      | Slopestyle  | 68,01         | 15            | ausgeschieden | ausgeschieden | 15   |
| Finn Bilous      | Big Air     | 155,75        | 18            | ausgeschieden | ausgeschieden | 18   |
| Ben Harrington   | Halfpipe    | 69,25         | 13            | ausgeschieden | ausgeschieden | 13   |
| Gustav Legnavsky | Halfpipe    | 48,25         | 19            | ausgeschieden | ausgeschieden | 19   |
| Nico Porteous    | Halfpipe    | 90,50         | 2             | 93,00         | 1             | Gold |
| Miguel Porteous  | Halfpipe    | 81,00         | 9             | 63,50         | 11            | 11   |

### Ski Alpin
| Athleten       | Wettbewerbe  | 1. Lauf     | 1. Lauf | 2. Lauf     | 2. Lauf | Gesamt      | Gesamt |
| Athleten       | Wettbewerbe  | Zeit        | Rang    | Zeit        | Rang    | Zeit        | Rang   |
| -------------- | ------------ | ----------- | ------- | ----------- | ------- | ----------- | ------ |
| Frauen         |              |             |         |             |         |             |        |
| Alice Robinson | Abfahrt      | —           | —       | —           | —       | 1:35,57 min | 25     |
| Alice Robinson | Super-G      | —           | —       | —           | —       | DNF         | DNF    |
| Alice Robinson | Riesenslalom | 1:00,55 min | 25      | 1:00,27 min | 24      | 2:00,82 min | 22     |

### Snowboard
| Athleten             | Wettbewerbe | Qualifikation | Qualifikation | Finale        | Finale        | Rang   |
| Athleten             | Wettbewerbe | Punkte        | Rang          | Punkte        | Rang          | Rang   |
| -------------------- | ----------- | ------------- | ------------- | ------------- | ------------- | ------ |
| Frauen               |             |               |               |               |               |        |
| Zoi Sadowski-Synnott | Big Air     | 176,50        | 1             | 177,00        | 2             | Silber |
| Zoi Sadowski-Synnott | Slopestyle  | 86,75         | 1             | 92,88         | 1             | Gold   |
| Cool Wakushima       | Slopestyle  | 34,46         | 23            | ausgeschieden | ausgeschieden | 23     |
| Männer               |             |               |               |               |               |        |
| Tiarn Collins        | Big Air     | 92,50         | 23            | ausgeschieden | ausgeschieden | 23     |
| Tiarn Collins        | Slopestyle  | 58,36         | 18            | ausgeschieden | ausgeschieden | 18     |